# Conti (cognome)
Conti è un cognome di lingua italiana.

## Varianti
Conte, Cont, Cunto, Cunti, Contessa, Del Conte, Lo Conti, Lo Conte, Loconte, Li Conti, Liconti, Contiello, Contini, Contino, Contin, Continelli, Continoli, Conticelli, Conticello, Conticini, Contuzzi, Contucci.

## Origine e diffusione
Deriva dal titolo nobiliare di conte, o da soprannomi ad esso collegati. È il nono cognome italiano per diffusione, ed è presente in tutte le regioni italiane, in particolare nel centro nord, ma anche in Sicilia, ed è portato da oltre 12.000 famiglie.
Nella variante Conte, risulta essere il trentaseiesimo cognome italiano per diffusione e portato da oltre 8.000 famiglie, e la sua distribuzione è concentrata soprattutto nelle regioni meridionali, in particolare Campania e Puglia.

## Persone
- Carlo Conti, conduttore televisivo italiano

### Variante Conte
- Antonio Conte, ex calciatore e allenatore italiano
- Antonio Conte, schermidore italiano
- Antonio Conte, politico italiano
- Alberto Conte, matematico italiano
- Biagio Conte, ciclista italiano
- Biagio Conte, missionario italiano
- Carmelo Conte, politico italiano
- Dante Conte, pittore italiano
- Federico Conte, politico italiano
- Gian Biagio Conte, latinista italiano
- Gianfranco Conte, imprenditore e politico italiano
- Giorgio Conte, cantante italiano
- Giorgio Conte, politico e ingegnere italiano
- Giuseppe Conte, musicista italiano
- Giuseppe Conte, politico e giurista italiano
- Giuseppe Conte, scrittore italiano
- Luis Conte, musicista cubano
- Luisa Conte, attrice teatrale italiana
- Maria Pia Conte, attrice italiana
- Mirko Conte, allenatore di calcio ed ex calciatore italiano
- Nicola Conte, militare italiano
- Nicola Conte, musicista, compositore e deejay italiano
- Oreste Conte, ciclista italiano
- Paolo Conte, cantautore italiano
- Steve Conte, chitarrista e cantante statunitense
- Tonino Conte, regista italiano